# Festival Internacional de Cinema de Berlim 1965
A 15ª edição anual do Festival Internacional de Cinema de Berlim foi realizado entre os dias 25 de junho a 6 de julho de 1965. O festival começou a selecionar os membros do júri por conta própria, em vez de os países enviassem representantes designados. O Urso de Ouro foi concedido ao filme francês Alphaville, dirigido por Jean-Luc Godard.

## Júri
As seguintes pessoas foram anunciados como jurados do festival:
- John Gillett (chefe do júri)
- Alexander Kluge
- Ely Azeredo
- Monique Berger
- Kyushiro Kusakabe
- Jerry Bresler
- Karena Niehoff
- Hansjürgen Pohland
- Hans-Dieter Roos

## Filmes em competição
Os seguintes filmes competiram pelo prêmio Urso de Ouro:
| † | Vencedor do prêmio principal de melhor filme em sua seção |
| Título                         | Diretor(es)            | País           |
| ------------------------------ | ---------------------- | -------------- |
| Alphaville                     | Jean-Luc Godard        | França         |
| Cat Ballou                     | Elliot Silverstein     | Estados Unidos |
| Charulata                      | Satyajit Ray           | Índia          |
| El arte de vivir               | Julio Diamante         | Espanha        |
| Kabe no naka no himegoto       | Kōji Wakamatsu         | Japão          |
| Kungsleden                     | Gunnar Höglund         | Suécia         |
| Kärlek 65                      | Bo Widerberg           | Suécia         |
| Le bonheur                     | Agnès Varda            | França         |
| Pajarito Gómez                 | Rodolfo Kuhn           | Argentina      |
| Repulsion                      | Roman Polanski         | Reino Unido    |
| Shakespeare Wallah             | James Ivory            | Estados Unidos |
| The Knack ...and How to Get It | Richard Lester         | Reino Unido    |
| Thomas l'imposteur             | Georges Franju         | França         |
| To                             | Palle Kjærulff-Schmidt | Dinamarca      |
| Una bella grinta               | Giuliano Montaldo      | Itália         |
| Vereda da Salvação             | Anselmo Duarte         | Brasil         |
| Wälsungenblut                  | Rolf Thiele            | Alemanha       |

## Prêmios
Os seguintes prêmios foram concedidos pelo júri:
- Urso de Ouro: Alphaville por Jean-Luc Godard
- Urso de Prata de Melhor Diretor: Satyajit Ray por Charulata
- Urso de Prata de Melhor Atriz: Madhur Jaffrey por Shakespeare Wallah
- Urso de Prata de Melhor Ator: Lee Marvin por Cat Ballou
- Grande Prêmio do Júri: 
  - Repulsion por Roman Polanski
  - Le bonheur por Agnès Varda
- Menção Especial: Walter Newman e Frank Pierson por Cat Ballou
- Prêmio de Filme Juvenil
  - Melhor Longa Metragem: Pajarito Gómez por Rodolfo Kuhn
- Prêmio de Filme Juvenil – Menção Honrosa
  - Melhor Curta-metragem: Das Boot von Torreira por Alfred Ehrhardt
  - Melhor Longa Metragem: Cat Ballou por Elliot Silverstein
- Prêmio FIPRESCI
  - Repulsion por Roman Polanski
- Prêmio FIPRESCI – Menção Honrosa
  - Kärlek 65 por Bo Widerberg
- Prêmio OCIC
  - Charulata por Satyajit Ray
- Prêmio UNICRIT
  - Ninety Degrees in the Shade por Jiří Weiss